# John Marshall (navegador)
John Marshall foi um capitão e explorador e navegador britânico, nascido em 26 de Fevereiro de 1748 em Ramsgate, Kent, Inglaterra. Ele se tornou um marinheiro aprendiz aos dez anos, e passou sua vida no mar. Em 1788  foi capitão do Scarborough, um navio da primeira frota tomando condenados da Inglaterra para a Botany Bay. No mesmo ano, desembarca na atual região da Ilhas Marshall e as explora, não tomando nenhuma atitude de liderança sobre ela, após a navegação, o local de bela paisagem recebe seu nome.
Presenciou a guerra de independência dos EUA e também as guerras Napoleônicas e morreu em 1819 com 71 anos de idade.